# Амонтада
Амонтада (порт. Amontada)  —  муниципалитет в Бразилии, входит в штат Сеара. Составная часть мезорегиона Север штата Сеара. Входит в экономико-статистический  микрорегион Итапипока. Население составляет 37 634 человека на 2006 год. Занимает площадь 1 179,590 км². Плотность населения — 31,9 чел./км².

## Статистика
- Валовой внутренний продукт на 2003 составляет 58.604.878,00 реалов (данные: Бразильский институт географии и статистики).
- Валовой внутренний продукт на душу населения на 2003 составляет 1.664,77 реалов (данные: Бразильский институт географии и статистики).
- Индекс развития человеческого потенциала на 2000 составляет 0,616 (данные: Программа развития ООН).